# Autorité européenne de lutte contre le blanchiment d'argent
L'Autorité européenne de lutte contre le blanchiment d'argent (Anti-Money-Laundering Authority ou AMLA en anglais) est une structure créée en 2024 qui est chargée de la traque des flux financiers suspects pour l'Union européenne. 

## Présentation

### Installation
L'AMLA est chargée de traquer en Europe les flux financiers suspects. Son effectif à sa création est de 400 agents. Son siège fait l'objet d'une âpre concurrence entre neuf villes : Paris (France), Bruxelles (Belgique), Francfort (Allemagne), Madrid (Espagne), Dublin (Irlande), Vilnius (Lituanie), Riga (Lettonie), Rome (Italie) et Vienne (Autriche),. Le choix définitif du siège de l'AMLA voit Francfort-sur-le-Main choisie à l'issue du vote.
La structure de l'organisation est de deux collèges (27 cellules de renseignement et 27 responsables nationaux). La structure est dotée d'un budget annuel de 30 à 40 millions d'euros.
Le 31 mai 2024, le règlement (CE) no 1620/2024 institue l'AMLA dans sa mission.
Le 18 décembre 2024 le parlement européen approuve la nomination de Bruna Szego à la présidence de l'autorité.

### Missions
L'AMLA est créée pour faire converger la lutte contre le blanchiment d'argent en Europe. Ses missions sont :
1. l'harmonisation des méthodes et contrôle  et de la réglementation  de lutte contre le blanchiment des capitaux et le financement du terrorisme ;
2. la supervision des autorités de supervision nationale comme l'ACPR pour la France ;
3. le recueil, la centralisation, l'analyse et la mise à disposition des superviseurs nationaux des données relatives à la surveillance des entités assujetties ;
4. la facilitation de la coopération entre les cellules de renseignement financier (TRACFIN pour la France) ;
5. la surveillance des grands groupes financiers[7].